# Dorothy Stickney
Dorothy Hayes Stickney (ur. 21 czerwca 1896 w Dickinson, zm. 2 czerwca 1998 w Nowym Jorku) – amerykańska aktorka teatralna, filmowa i telewizyjna, najbardziej znana z broadwayowskiej sztuki Life with Father.
W latach 1927–1968 jej mężem był Howard Lindsay. W 1979 opublikowała pt. Openings and Closings pamiętnik, stanowiący kronikę jej długiej kariery oraz opis sekretnej walki z tremą.

## Filmografia
- 1931: Mój grzech – pani Jenkins, gospodyni (niewym. w czołówce)
- 1931: Pracujące dziewczęta – Loretta
- 1932: Wayward – Hattie
- 1934: Od wieczora do północy – Norma Watson
- 1934: The Little Minister – Jean
- 1936: Ucieczka ku szczęściu – Hilda
- 1936: And So They Were Married – panna Peabody
- 1938: I Met My Love Again – pani Emily Towner
- 1939: What a Life – panna Wheeler
- 1944: The Uninvited – panna Bird
- 1948: Miss Tatlock’s Millions – Emily Tatlock
- 1954: The Great Diamond Robbery – Emily Drumman
- 1956: Kosztowny związek – pani Rafferty
- 1956: Alfred Hitchcock przedstawia – Cissie Enright (serial telewizyjny)
- 1957: Alfred Hitchcock przedstawia – Emma Paisley (serial telewizyjny)
- 1959: The Remarkable Mr. Pennypacker – ciocia Jane Pennypacker
- 1962: Arsenic & Old Lace – Abby Brewster (film telewizyjny)
- 1970: Nigdy nie śpiewałem dla mojego ojca – Margaret Garrison
- 1971: The Waltons – Emily Baldwin (serial telewizyjny)